# Barbula frigida
Barbula frigida är en bladmossart som beskrevs av C. Müller 1858. Barbula frigida ingår i släktet neonmossor, och familjen Pottiaceae. Inga underarter finns listade i Catalogue of Life.